# Gephyromantis decaryi
A Gephyromantis decaryi   a kétéltűek (Amphibia) osztályába és  a békák (Anura) rendjébe aranybékafélék (Mantellidae) családjába tartozó faj. 

## Előfordulása
Madagaszkár endemikus faja. A sziget délkeleti részén, Ranomafana és Midongy du sud Nemzeti Park közötti hegyekben, 700–1050 m-es tengerszint feletti magasságban honos.

## Nevének eredete
Nevét Raymond Decary francia antropológus, természettudós tiszteletére kapta.

## Megjelenése
Kis méretű Gephyromantis faj. Testhossza 23 mm körüli. Hátán két hosszanti, nem folytonos bőrredő húzódik. Felső ajka mentén nincs folyamatos fehér csík.

## Természetvédelmi helyzete
A vörös lista a mérsékelten fenyegetett fajok között tartja nyilván. Megtalálható a Ranomafana Nemzeti Parkban, a Pic d'Ivohibe Rezervátumban és a Midongy du sud Nemzeti Parkban. Élőhelyének elvesztése fenyegeti a mezőgazdaság, a fakitermelés, a szénégetés, az invázív eukaliptuszfajok terjeszkedése, a legeltetés és a lakott területek növekedése következtében.